# Oakdale (Illinois)
Oakdale es una villa ubicada en el condado de Washington en el estado estadounidense de Illinois. En el Censo de 2010 tenía una población de 221 habitantes y una densidad poblacional de 51,9 personas por km².

## Geografía
Oakdale se encuentra ubicada en las coordenadas 38°15′53″N 89°30′13″O / 38.26472, -89.50361. Según la Oficina del Censo de los Estados Unidos, Oakdale tiene una superficie total de 4.26 km², de la cual 4.26 km² corresponden a tierra firme y (0%) 0 km² es agua.

## Demografía
Según el censo de 2010, había 221 personas residiendo en Oakdale. La densidad de población era de 51,9 hab./km². De los 221 habitantes, Oakdale estaba compuesto por el 100% blancos, el 0% eran afroamericanos, el 0% eran amerindios, el 0% eran asiáticos, el 0% eran isleños del Pacífico, el 0% eran de otras razas y el 0% pertenecían a dos o más razas. Del total de la población el 4.07% eran hispanos o latinos de cualquier raza.